# Joan Estrada
Joan Estrada Perera (Barcelona, 1 de enero de 1951) es un showman, agitador cultural y actor español.

## Biografía
En su juventud  forma parte del grupo teatral Roba Estesa -Xist... hi ha roba estesa (1978), que se representa en toda España y Faraón, faraón (1982), con quienes funda en 1978 el espacio artístico de la Cúpula Venus, en un local de La Rambla. Con una intensa actividad durante los siguientes ocho años, donde se mezclan Cabaré, música, teatro o transformismo, actúan artistas como Pepe Rubianes, Loles León, Rafael Álvarez "El Brujo", Ángel Pavlovsky, Oriol Tramvia o  Gato Pérez.
La artista principal de la Cúpula Venus fue Christa Leem musa de Joan Brossa, mito del Estriptis en los años setenta y ochenta, a los que Estrada homenajearía en 2006 creando un premio con su nombre en el lobby Uno de los nuestros.

"La Cúpula Venus es la capilla sixtina del barrio chino".
Jaume Sisa (El Periódico).

Entre 1986 y 2005 fue el coordinador de prensa y comunicación de Els Films de la Rambla, productora cinematográfica de las películas del director de cine Ventura Pons.
Ha sido el director artístico de los espacios teatrales Barcelona de Noche (1983-1985), Teatro Arnau (1985-1988), El Molino (1988-1991) y la Sala Muntaner (1996-2018).
En 2010 fue el creador y comisario de Rambleros, espacio multicultural con espectáculos, mesas redondas, debates, exposiciones sobre La Rambla de Barcelona.
Desde 2012 y en la actualidad participa en Toni Rovira y Tú, longevo programa de televisión presentado por Toni Rovira formado por artistas invitados y personajes originales y estrafalarios. En el programa, Estrada suele dedicar una sección al cine, a la música y a la cultura pop.
Aparece en el documental La camisa de Christa Leem (2013) de Leonor Miró y ha participado como actor de cine en películas dirigidas por José Antonio de la Loma, Antoni Ribas, Ricard Reguant, Ventura Pons, Carlos Benpar, Juan Carlos Olaria y Pere Koniec.
Estrada protagonizó El diario rojo, una película española de 1982 escrita y dirigida por Juan Carlos Olaria que permaneció inédita durante 37 años hasta que se estrenó en mayo de 2019 en Barcelona.
En 2020 interpreta a un controlador de estudio de televisión en El hijo del hombre perseguido por un Ovni, en una escena en la que comparte espacio con José María Blanco, Ángela Otts y José Ulloa.
En 2021 interpreta un personaje en Volpina, un largometraje underground dirigido por Pere Koniec sobre desamor y brujería, protagonizado por un amplio elenco de actores como Dodi de Miquel, Daniel Medrán, Garazi Beloki, Toni Junyent, Mariona Perrier, y que fue estrenado en el Festival de Cine de Sitges.

## Filmografía
- Nunca en horas de clase (1978) Dir: José Antonio de la Loma
- Serenata a la luz de la luna (1978) Dir: Carlos Jover y J.A. Salgot
- La verdad sobre el caso Savolta (1980) Dir: Antonio Drove
- Su majestad la risa (1981) Dir: Ricardo Gascón
- Tres por cuatro (1982) Dir: Manuel Iborra
- El diario rojo (1982) Dir: Juan Carlos Olaria
- No me toque el pito que me irrito (1983) Dir: Ricard Reguant
- Victoria! La gran aventura de un pueblo (1983) Dir: Antoni Ribas
- La rubia del bar (1987) Dir: Ventura Pons
- Manjar de amor (2002) Dir: Ventura Pons
- ¿Dónde se nacionaliza la marea? (2010) Dir: Carlos Benpar
- El hijo del hombre perseguido por un Ovni (2020) Dir: Juan Carlos Olaria
- Un ladrón (2021) Dir: Misael Sanroque
- Volpina (2021) Dir: Pere Koniec

## Uno de los nuestros
Estrada es el presidente de Uno de los nuestros/Un dels Nostres,lobby cultural  integrado por profesionales de áreas diversas con la finalidad de intercambiar y crear sinergias. Los miembros de este colectivo tienen en común una visión progresista, desde el punto de vista político, social y humano. El lobby Uno de los nuestros concede el Premio Christa Leem, creado en 2003 para recordar a la musa de la Transición española que saltó a la fama por un desnudo que protagonizó en TV3 y que actuó en 1978 en la Cúpula Venus de Barcelona. Personas de diversos ámbitos unidos por su compromiso social o político han recibido esta distinción.

### Premiados
- 2023: Colita (fotógrafa)
- 2022: Andrés Lima (director teatral)
- 2020: Núria Espert (actriz y directora de teatro)
- 2018: Niño de Elche (músico)
- 2016: Javier Pérez Andújar (escritor)
- 2014: Joan Manuel Serrat (cantante)
- 2013: Miguel Poveda y Carlos Jiménez Villarejo (exfiscal especial anticorrupción)
- 2012: Pilar Manjón (Asoc. Víctimas Terrorismo 15M)y Ian Gibson (hispanista, escritor)
- 2011: Patti Smith (compositora norteamericana)
- 2010: Baltasar Garzón (juez)
- 2009: Gonzalo Pérez de Olaguer (crítico de teatro)
- 2008: Marcos Ana (poeta comunista y antifranquista)
- 2007: Salvador Allende (presidente chileno) y Lilian Thuram (jugador del Barça)
- 2006: Christa Leem (artista teatral)

## Archivo Lafuente
El Archivo Lafuente (Cantabria), que reúne numerosas colecciones y fondos documentales relativos al arte moderno y arte contemporáneo, conserva en el Fondo Joan Estrada cerca de 700 ítems, la mayor parte fotografías relacionadas con actuaciones, espectáculos, locales culturales y rodajes de películas. También aglutina documentación relativa a Christa Leem, con más de un centenar de fotografías y otros objetos relacionados, incluido el batín que se ponía después de actuar en la Cúpula Venus. El archivo también posee un abanico pintado a mano por el artista y performer Ocaña.